# Slatina (Leskovac, Srbija)
Slatina je naselje u gradu Leskovcu, Jablanički upravni okrug, Srbija. Prema popisu iz 2022. godine u Slatini je živjelo 386 stanovnika.